# 離ればなれになっても
『離ればなれになっても』（はなればなれになっても、イタリア語: Gli anni più belli）は2020年のイタリアのドラマ映画。原題は「最良の年」の意。
ガブリエレ・ムッチーノ監督が1982年から2022年を舞台に、時代の波に翻弄されながら生きていく男女の人間模様を描いたコメディ作品。

## ストーリー
1982年のローマ。16才のリッカルドは暴動の鎮圧現場を見に行って流れ弾で負傷した。たまたま近くにいた縁で彼を病院に運ぶ同学年のジュリオとパオロ。3人は友人となった。リッカルドは“イキノビタ”とあだ名され、その後“イキノビ”と呼ばれるようになる。
貧しい自動車修理工の息子ジュリオは、廃車置き場で古い車を買い、足りない部品を補充して動くように修理した。18才になったら3人で町を出てバルセロナに行く計画を立てるジュリオたち。だが、横暴なジュリオの父親は、その車を勝手に売ってしまった。
小鳥が好きなパオロは学校で金髪の美少女ジェンマと知り合い恋仲になった。しかし、父親のいないジェンマは母親にも病死され、遠いナポリに住む伯母に引き取られた。パオロを慕いつつも次々と男と関係を持つ女に成長するジェンマ。
1989年。大学を卒業したジュリオは、貧しい人々を弁護する国選弁護士として働き始めた。パオロは文学部を卒業して臨時教員になり、リッカルドは映画雑誌に記事を書きつつ、副業でエキストラもこなしている。
ナポリでゴロツキの情婦になるジェンマ。一日だけローマ観光に来てパオロと再会したジェンマは、男の元から逃げ出してパオロの実家に転がり込んだ。しかし、ジェンマはパオロの母親との同居が耐えられず、パオロには別居するほどの収入がなかった。
エキストラの現場で知り合ったアンナと結婚するリッカルド。その結婚式でジュリオに色目を使ったジェンマは、パオロのことも好きだと言いつつジュリオの元へと去って行った。
1993年。有名な弁護士事務所にスカウトされるジュリオ。同じ年にリッカルドは失業してジュリオに金を借り、妻のアンナは一人息子のアルトゥーロを出産した。
新しい弁護士事務所で頭角を現し、悪徳政治家の無罪を勝ち取って、その美しい娘マルゲリータと恋に落ちるジュリオ。ジュリオに別れを告げられ、リッカルドに泣きつくジェンマ。弱きを助ける正義の国選弁護士が悪徳政治家の側に付いたとリッカルドに責められ、ケンカ別れするジュリオ。
1997年。マルゲリータと結婚し豪邸に居を構えるジュリオ。パオロはついに正規の高校教師として採用された。しかし、リッカルドは定収入が得られず、妻のアンナは実家に帰って後に再婚し、息子と共に余裕のある生活を手に入れた。
2001年。ジュリオは大富豪の義父の会社を継ぎ、愛する娘のズヴェーヴァも成長しているが、妻は浮気を繰り返し、表向きだけの仮面夫婦と化していた。
リッカルドは民衆の為に改革を求めて選挙に立候補したが落選し、肉体労働の日々が続いた。別れた息子が16才になった誕生日に、遠い町まで会いに行くが冷たくあしらわれるリッカルド。失意でローマに戻った彼は、駅で偶然にジュリオと再会した。
日を改めてパオロも交え、3人で酒を飲むジュリオたち。ジュリオの夫婦仲は冷え切っているが、成長した娘とは良好な関係を築いていた。飲み直しにパオロの家に向かい、ジェンマと再会するジュリオ。町で偶然にジェンマと出会ったパオロは、彼女が別の男との間に作った息子のレオナルドまで引き取って温かい家庭を築いていたのだ。過去にジェンマを捨てた事をほろ苦く後悔するジュリオ。
大晦日にパオロの家の年越しパーティーに集まるジュリオたち。リッカルドは仲直りした息子のアルトゥーロを嬉しそうに紹介した。親たちが出会った頃の年齢になり、意気投合する子供たち。ジュリオの娘ズヴェーヴァとジェンマの息子レオナルドの間には、恋心が芽生えて行った。

## スタッフ
- 監督・脚本：ガブリエレ・ムッチーノ
- 製作：パオロ・デル・ブロッコ
- 撮影：エロワ・モリ
- 音楽：ニコラ・ピオヴァーニ
- 美術：トニーノ・ゼラ
- 衣装：パトリツィア・チェリコーニ
- サウンドエンジニア：マリオ・イアコーネ
- プロデューサー：マルコ・ベラルディ

## キャスト
- ジュリオ：ピエルフランチェスコ・ファヴィーノ
  - 若年期：マルコ・カヴィッキオーリ
- ジェンマ：ミカエラ・ラマゾッティ
  - 若年期：アルマ・ノース
- パオロ：キム・ロッシ・スチュアート
- リッカルド：クラウディオ・サンタマリア
- マルゲリータ：ニコレッタ・ロマノフ